# Saint-Souplet-sur-Py
Saint-Souplet-sur-Py ist eine französische Gemeinde mit 129 Einwohnern (Stand 1. Januar 2022) im Département Marne in der Region Grand Est. Sie gehört zum Kanton Mourmelon-Vesle et Monts de Champagne im Arrondissement Reims.

## Geografie
Die Gemeinde Saint-Supplet-sur-Py liegt 28 Kilometer östlich von Reims am Flüsschen Py an der Grenze zum Département Ardennes. Umgeben wird Saint-Supplet-sur-Py von den Nachbargemeinden Saint-Clément-à-Arnes und Saint-Pierre-à-Arnes im Norden, Saint-Étienne-à-Arnes im Nordosten, Sainte-Marie-à-Py im Osten, Saint-Hilaire-le-Grand im Süden, Auberive und Vaudesincourt im Südwesten, Dontrien im Westen sowie Saint-Martin-l’Heureux im Nordwesten.

## Bevölkerungsentwicklung

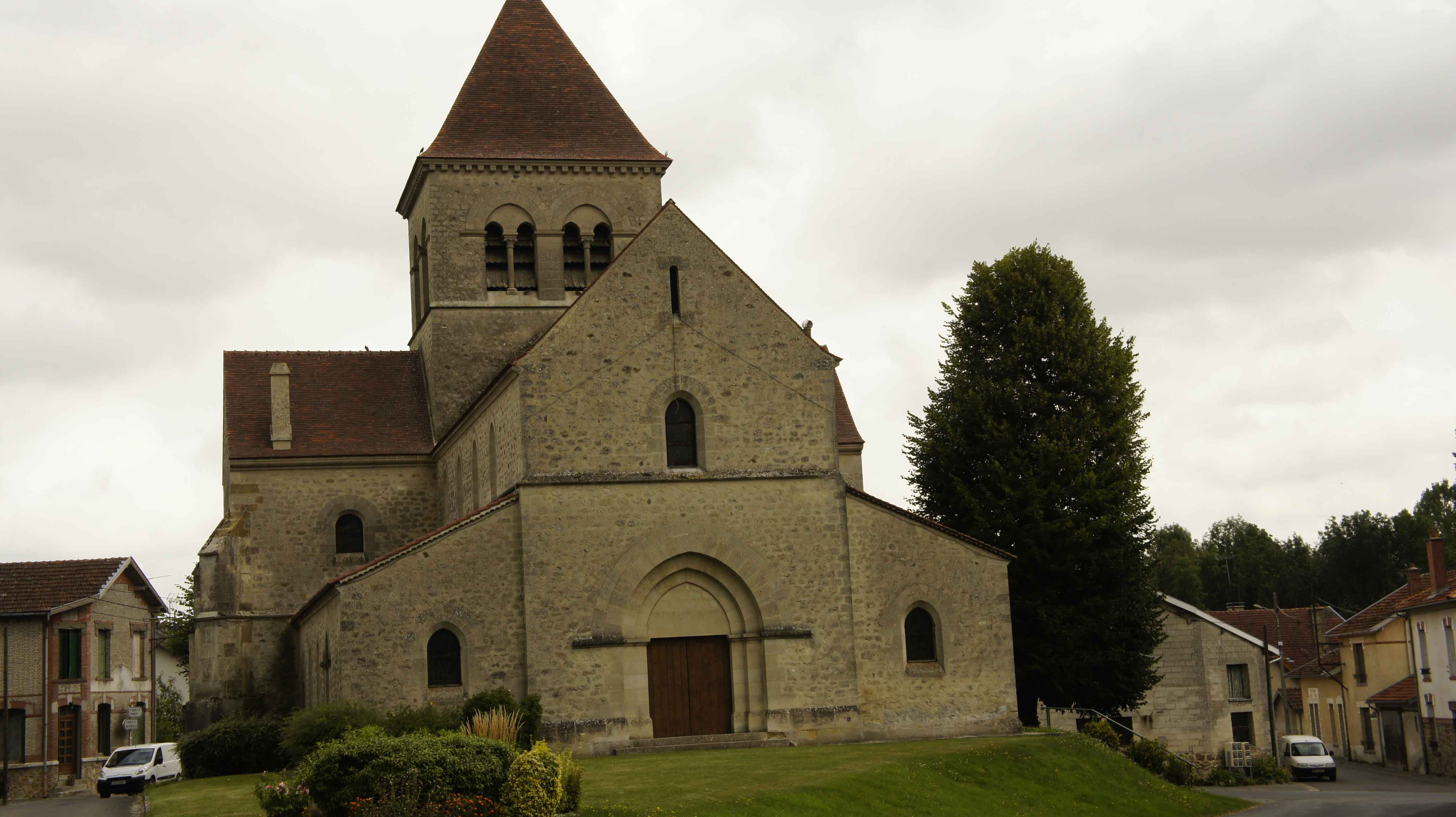
Kirche Saint-Sulpice

| Jahr      | 1962 | 1968 | 1975 | 1982 | 1990 | 1999 | 2007 | 2018 |
| Einwohner | 189  | 169  | 187  | 156  | 147  | 136  | 149  | 123  |